# Georg Goltermann

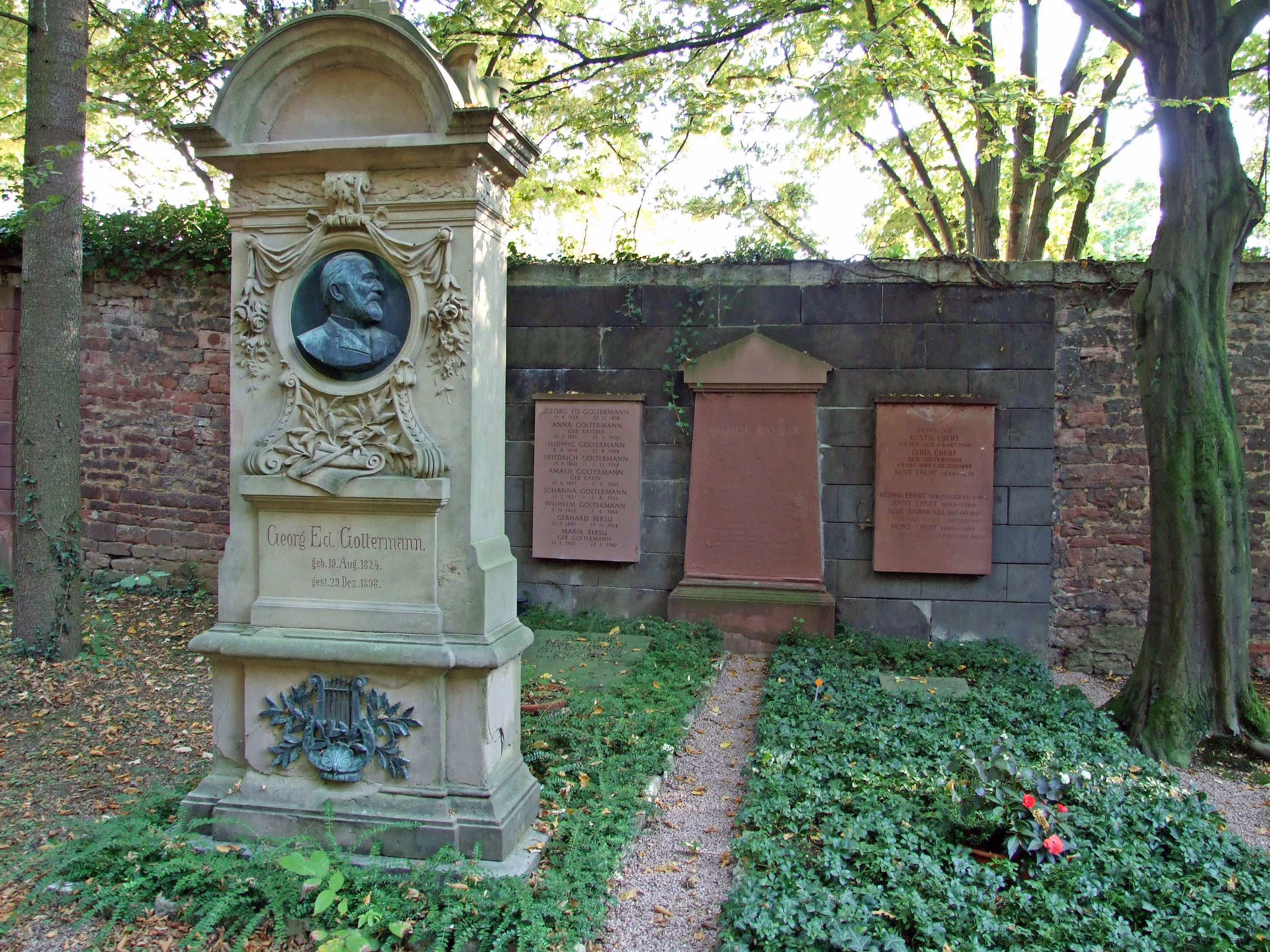
Tomba Georg Goltermann

Georg Eduard Goltermann (Hannover, 19 agosto 1824 – Francoforte sul Meno, 29 dicembre 1898) è stato un violoncellista, compositore e direttore d'orchestra tedesco.

## Biografia
Goltermann studiò violoncello con August Christian Prell, e in seguito si perfezionò con Joseph Menter a Monaco di Baviera, e composizione con Ignaz Lachner.
Nel 1852 fu direttore musicale a Würzburg. Nel 1853 fu vicedirettore musicale del teatro Stadttheater di Francoforte sul Meno, e successivamente diventò Kapellmeister (direttore musicale) nel 1874.

## Opere principali
- Concerto n. 1 in la minore per violoncello e pianoforte, op. 14
- Concerto n. 2 in re minore per violoncello e pianoforte, op. 30
- Concerto n. 3 in si minore per violoncello e pianoforte, op. 51
- Concerto n. 4 in sol maggiore per violoncello e pianoforte, op. 65
- Concerto n. 5 in re minore per violoncello e pianoforte, op. 76
- Concerto n. 6 in re maggiore per violoncello e pianoforte, op. 100
- Concerto n. 7 in do maggiore per violoncello e pianoforte, op. 103
- Concerto n. 8 in la maggiore per violoncello e pianoforte, op. 130